# Olympische Jugend-Sommerspiele 2014/Teilnehmer (Rumänien)
| Gelbes Symbol für Goldmedaillen mit stilisierten Olympischen Ringen | Graues Symbol für Silbermedaillen mit stilisierten Olympischen Ringen | Braundes Symbol für Bronzemedaillen mit stilisierten Olympischen Ringen |
| ------------------------------------------------------------------- | --------------------------------------------------------------------- | ----------------------------------------------------------------------- |
| 2                                                                   | 3                                                                     | —                                                                       |

Die Jugend-Olympiamannschaft aus Rumänien für die II. Olympischen Jugend-Sommerspiele vom 16. bis 28. August 2014 in Nanjing (Volksrepublik China) bestand aus 41 Athleten.

## Athleten nach Sportarten

### Basketball
| Mädchen - Iringo Debreczi - Ana Ferariu - Kincso Kelemen - Beatrice Peter | Jungen - Dragos Gheorghe - Tudor Gheorghe - Nandor Kuti - Nicolae Nicolescu |

### Boxen
Jungen
- Arsen Mustafa

### Fechten
Jungen
- Tudor Cucu

### Gewichtheben
| Mädchen - Viorica Grigoraş - Florina Sorina Hulpan | Jungen - Robert Ştefan Manea - Marius Petrache |

### Judo
Mädchen
- Ştefania Adelina Dobre
Silber  Klasse bis 63 kg

### Kanu
| Mädchen - Adriana Duta | Jungen - George Vasile |

### Leichtathletik
| Mädchen - Ioana Gheorghe Gold 8 × 100 m Staffel Mixed - Gabriela Doroftei - Maria Magdalena Ifteni - Nicoleta Lungu - Carla Sescu | Jungen - Madalin Dorian Gheban - Ionut Adrian Postoaca - Gabriel Bitan - Andrei Toader Silber Kugelstoßen - Alexandru Novac Silber Speerwurf |

### Rudern
| Mädchen - Cristina-Georgiana Popescu - Denisa Tîlvescu Gold Zweier | Jungen - Gheorghe-Robert Dedu - Ciprian Tudosă Gold Zweier |

### Schwimmen
| Mädchen - Alina Ene - Florina Ilie | Jungen - Robert Andrei Glinţă - Andrei Roman |

### Taekwondo
Jungen
- József Zsolt Fehér

### Tennis
Mädchen
- Ioana Ducu
- Ioana Loredana Roșca

### Tischtennis
Mädchen
- Adina Diaconu

### Turnen
Mädchen
- Laura Jurcă
- Ana Filiorianu